# Laczó Zoltán Vince
Laczó Zoltán Vince (Győr, 1964. október 25. –) magyar zeneszerző. 

## Hangszerei
nagybőgő, basszusgitár, klasszikus gitár, billentyűs hangszerek.

## Zenei végzettségei
- 1991. Jazz-előadóművész (LFZF Jazz tanszak) Fontosabb tanárai: Gonda János, Berkes Balázs, Friedrich Károly
- 1999. Fúvószenekari karmester (MMI) Fontosabb tanárai: Bogár István, Marosi László
- Zeneszerzés tanulmányait Bogár Istvánnál végezte.

## Egyéb végzettsége
2007. Teológiai tanár (Sapientia SZHF) Szakdolgozatát Dr. Áment Lukácsnál az egyházzene történetéből és tanításának lehetséges módozataiból írta.
2016. Keresztény egyház és művelődéstörténész MA (Gál Ferenc Főiskola, Szeged)

## Zenekarok, munkahelyek
- 1984 – 1994 zenekari és színházi zenész (Rock Színház zenekara, Bop-Art, Jazz Consort, Ködkonda, Kaviár, Song együttesek, Stúdium Dixieland Band, stb.)
- 1995 – 1997 filmzeneszerző (A Vi-Dok Palota stúdió oktatófilmjeihez, valamint a Szív Tv és az MSat számára készített sorozatokhoz komponált zenét.)
- Első önálló bemutatója 1995. decemberében Lovas Gabriella diplomakoncertjén a Zeneakadémián volt. Az erre az alkalomra írott Éjszaka című kórusműve nyomtatásban is megjelent.
- 1997 – 2004 A veresegyházi Lisznyay Szabó Gábor Zeneiskola tanára
- 2004 – 2023 A Magyar Katolikus Rádió zenei szerkesztője
- 2023 – A nagykőrösi Weiner Leó Alapfokú Művészeti Iskola tanára

## Szakmai szervezeti tagság
- Magyar Zeneszerzők Egyesülete – a Felügyelő Bizottság elnöke
- Magyar Jazz Szövetség
- Artisjus Magyar Szerzői Jogvédő Iroda Egyesület

## Fontosabb munkái, bemutatói
- 1997 – Ilyenek az Állatok mesemusical Tandori Dezső verseire, Csimadia Gertrúd kerettörténetével. Bemutató: Győr, Vaskakas Bábszínház, további bemutatók: Nagyvárad, Árkádia Gyermekszínház, Szabadka Lúdas Matyi Gyermekszínház, Teatro Estable de Navarra-Pinpilinpauxa (spanyol nyelven) 2010. Kövér Béla Bábszínház Szeged
- 1997 – 1999: Feldolgozások készítése a Four Fathers énekegyüttes részére
- 1998 – Tékozló fiú miséje – oratórium misetételekre. Bemutató: Veresegyház, Róm. Kat. templom. Km: Ella István, Four Fathers, Veresegyházi Irisz Leánykar, kamaraegyüttes. Vezényelt: Zádori László
- 2000 – Az iskolamester (Orbis pictus) – kísérőzene Urbán Gyula darabjához. Bemutató: Budapest Bábszínház
- 2001 – Millenniumi Te Deum Urbán Gyula szövegére. Bemutató: Debrecen, Bartók Terem. Km: Debreceni Kodály Kórus, Debreceni Filharmonikus Zenekar, Böjte Sándor-tenor, vezényelt: Francisco Estevez (spanyol)
- 2002 – Ha én felnőtt volnék – mesemusical Janikovszky Éva Ha én felnőtt volnék és Kire ütött ez a gyerek? című könyveinek felhasználásával, Csík Csaba verseivel. Bemutató: 2002. Óbudai Nyár, rendezte: Vas-Zoltán Iván
- 2003 – Kertész kutyája – kísérőzene Felix Lope de Vega színművéhez. Bemutató az Óbudai Nyár keretében, rendezte: Vas-Zoltán Iván
- 2004 – től rádiós irodalmi műsorok, hangjátékok kísérőzenéje a Magyar Katolikus Rádióban.
- 2006 – Sampucli az irigy perselymalac – zenés mesejáték Írta és rendezte: Urbán Gyula Bemutató: Árkádia Gyermekszínház Nagyvárad, további bemutatók: 2008. Kövér Béla Bábszínház Szeged, valamint a nagyváradi Árkádia Gyermekszínházban "Samy" címmel, román nyelven. 2010. Budaörsi Játékszín.
- 2009 – Millenniumi Te Deum (kamara változat) Veresegyház, római katolikus templom. Km: Budapesti Bach Kórus, Pentaerophonia Fúvósötös, Budapest Vonósötös, Basky István-tenor, vezényelt: Ella István.
- Szupermese – kísérőzene Urbán Gyula bábjátékához. Bemutató: Árkádia Gyermekszínház Nagyvárad.
- 2010 – Triószonáta – Km: Bíró Zsófia – fuvola, Simonova Jaroszláva – gordonka, Bálint Alexandra – zongora.
- Meseszvit – Km: a Concerto Klarinétegyüttesből és a Monarchia Vonósnégyesből alakult kamarazenekar, vezényelt: a szerző.
- Variációk és improvizációk egy régi magyar dallamra I-IV. 2010. május 5. Sydney, ISCM World New Music Days, Ea: Sydney-i Conservatorium Big Bandje, Vezényelt: Bill Motzing
- 2011 – Rapszódia – Km: Kiss-Domonkos Judit – gordonka, Simonova Jaroszláva – gordonka, Lugossy Anna – zongora
- Születésnapi gyertyák (kamarazenekari változat)- Km: Bálint Alexandra – zongora, Monarchia Kamarazenekar, vezényelt: a szerző.
- 2012 – Klarinétverseny – (négykezes zongorakíséretes változat) Km: Tötös Krisztina – klarinét, Albert Gabriella – zongora, Mocsári Emma – zongora
- Ünnepi nagymise Apor Vilmos vértanú tiszteletére – Ars Sacra Fesztivál, Budapest. Km: Qu-Art Énekegyüttes, Laczó-Luty Johanna – orgona, Préda László és Geiger P. György – trombita, vezényelt: a szerző.
- Tubaverseny – Ea: Koppányi Zsolt – tuba, Musikkapelle Oberstdorf, (Németország) vezényelt: Marius Galvin Magyarországi bemutató: 2022. 12. 06. Győr, Egyetemi Hangversenyterem - Zsinagóga.  Ea: Koppányi Zsolt - tuba, Győr Symphonic Band, vez: Szabó Ferenc.
- 2013 – Orbis pictus – szvit – Km: Németh Zsuzsanna – hegedű, Gallai Judit – gordonka, Kékesi Judit – zongora
- Ave maris stella – Km: Préda László trombita, Luty Johanna – orgona
- Antanténusz – Km: Bizják Dóra – zongora, Nagy Katalin – fuvola, Jakab Ágnes – oboa, Tötös Krisztina – klarinét, Ott Rezső – fagott
- Kis Szigligeti – kísérőzene Urbán Gyula báb és élőjátékához. Bemutató: Szigligeti Színház, Lilliput Társulat Nagyvárad.
- Hat magyar népdal – Monarchia Szimfonikus Zenekar, vezényelt: Werner Gábor
- Fantázia brácsára és fúvósötösre – Kálmán Csaba brácsa, Szegedi Szimfonikus Zenekar Fúvósötöse
- 2014 – A Dunánál – József Attila verse, Szent Ignác imája – Sík Sándor verse, Ki viszi át a Szerelmet? – Nagy László verse Ea: CantuS CorvinuS Énekegyüttes, vezényelt: Klembala Géza
- Romantikus szvit zongorára – Ea: Láng Gabriella
- Missa brevis – Ea: CantuS CorvinuS Énekegyüttes, Horváth Márton Levente – orgona, vezényelt: Klembala Géza
- Karácsonyi ének – Gárdonyi Géza szövegére – Ea: CantuS CorvinuS Énekegyüttes, Préda László – trombita, Horváth Márton Levente – orgona, vezényelt: Klembala Géza
- 2015 – Árnyjáték – Km: Simonova Jaroszlava – gordonka, Csáki András – gitár
- Missa a cappella – Ea: Diósdi Vegyeskar, vezényelt: Szabó Katalin
- Kővel, kő nélkül – kísérőzene Varga Lóránt drámájához. Bemutató: augusztus 27. Makkosmária, Budakeszi Nyári Színház
- 2016 – Szimfónia No.1 – Ea: Győr Symphonic Band, vezényelt: Dr. Marosi László – A mai magyar zene napjai, Győr, március 11. 2016. június 12. Córdoba – Argentína. Ea: Banda Sinfónica de la Provincia, vezényelt: Dr. Marosi László.
- Veni Creator Spiritus – Ea: Masszi Anna, Diósdi Vegyeskar, (karigazgató: Szabó Katalin), Anima Musicae Kamarazenekar, vezényelt: Antal Mátyás. – Nádor terem, május 30.
- Triószvit I. V. VI. Ea: Székely Edit – fuvola, Csáki András – gitár, Vámos Marcell – gordonka
- Epitaph – Ea: Varga Laura – fuvola, SZTE Zeneművészeti Karának Ütőegyüttese, művészeti vezető: Siklósi Gábor (Vántus István Kortárszenei Napok – Szeged)
- 2017 – Virágvasárnapi passió – Ea: Szent Efrém Férfikar, Gesztesi Tóth László – orgona, vezényelt: Bubnó Tamás – 2019. Veresegyház, Szentlélek templom Ea: Szent Efrém Férfikar, Elekes Zsuzsa – orgona, vezényelt: Bubnó Tamás
- Szaxofon kvartett – Ea: Novus Saxophone Quartet – Puskás Levente, Szitás Tamás, Mohl Andrea, Vagy Viktor
- Nőikarok Kaffka Margit verseire – Híradás, Erdőn, Primavéra, Köszöntés, Szerettelek – Ea: FMK Nőikar, vezényelt: Lovas Gabriella
- Templomi szonáta – Ea: SaxOrgan – Zsemlye Sándor – szaxofon, Nagy László Adrián – orgona. 2018. augusztus 19: Nagy Viktor – szaxofon, Elekes Zsuzsa – orgona.
- 2018 – Szimfónia No.2 – Ea: Győr Symphonic Band, vezényelt: Dr. Marosi László – A mai magyar zene napjai, Győr, március 14.
- Apor Vilmos Mozaik – Ea: Orchester Rézfúvós Kvintett, április 5. Vác
- Gitárverseny – Ea: Csáki András, Klarinétverseny – Ea: Klenyán Csaba, Zongoraverseny – Ea: Zentai Károly, közreműködött az Anima Musicae Kamarazenekar, vezényelt: Antal Mátyás. – Nádor terem, május 18.
- A Boldog – kísérőzene Ungváry Zsolt drámájához. Bemutató: június 8. Makkosmária, Budakeszi Nyári Színház
- A két kicsi pingvin – kísérőzene Urbán Gyula mesejátékához. 2018. szeptember 2. Szeged, Kövér Béla Bábszínház
- 2019 – Románc – Ea: Csáki András – gitár, Fülep Márk – fuvola, Triószvit – Csáki András – gitár, Fülep Márk – fuvola, Kiss-Domonkos Judit – gordonka, Kvartett gitárra és vonóstrióra I. II. III. Csáki András – gitár, Line Ildikó – hegedű, Nagy Enikő – mélyhegedű, Kiss-Domonkos Judit – gordonka. 2019. 06. 08. Rózsavölgyi Szalon.
- Boldog, szomorú dal – Kosztolányi Dezső verse – Ea: Káplán György – ének, Tálos Vivien – zongora, 2019. 10. 20. Nádor terem.
- Kongresszusi nyitány – Ea: SZTE Bartók Béla Művészeti Karának Fúvószenekara, vezényelt: Csikota József. 2019. 11. 19. Vántus István Kortárszenei Napok, Szeged.
- 2020 Kvartett gitárra és vonóstrióra Ea: Csáki András – gitár, Line Ildikó – hegedű, Nagy Enikő – mélyhegedű, Kiss-Domonkos Judit – gordonka. Etűd páratlan ritmusban Ea: Kiss-Domonkos Judit – gordonka, Mocsári Emma – zongora. 2020. 09. 04. Országos Idegennyelvű Könyvtár rendezvényterme.
- 2021 Missa de Angelis Ea: Laczó-Luty Johanna – orgona 2021. 09. 10. Ars Sacra Fesztivál
- Elégia Ea: Kanyó Dávid – pikoló, Csáki András – gitár, Tóth-Csamangó Blanka – basszusklarinét 2021. 11. 26. BMC Könyvtár
- Szimfónia No.3 – Győri szimfónia – Ea: Győr Symphonic Band, vezényelt: Szabó Ferenc 2021. 12. 07. Győr
- 2022. Szonatina orgonára Ea: Laczó- Brigitta – orgona. 2022.08.06. Orgonák éjszakája, Kispesti evangélikus templom.
- Komáromi kisleány – Ea: Egressy Béni Fúvószenekar, Komárom, vezényelt: Szabó Ferenc 2022. 10. 01. Jubileumi hangverseny a Zene Világnapján.
- 2023. Kettősverseny altszaxofonra, klarinétra és koncertfúvós-zenekarra. Ea: Bánfi Barna - altszaxofon, Anderkó Dániel - klarinét, Győr Symphonic Band, vezényelt: Szabó Ferenc 2023. 03. 28. Győr
- Kettősverseny gitárra, gordonkára és szimfonikus zenekarra. Ea: Csáki András - gitár, Simonova Jaroszlava - gordonka, Vasas Művészegyüttes - Cser Miklós Kamarazenekar,, vezényelt: Uzsaly Bence. 2023. 10. 28. Nádor terem.
- 2024. Notturno altszaxofonra, és vonószenekarra. Ea: Puskás Levente - altszaxofon, Vass Lajos Szimfonikus Zenekar, vezényelt: Mester Dávid. 2024. 01. 21. Díszhangverseny a Párbeszéd Házában a Magyar Kultúra Napja alkalmából.
- Requiem az ukrajnai háború kárpátaljai áldozataiért. Ea: Tímár Sára - ének, Szent Efrém Férfikar, Deák László - orgona, rézfúvós kamaraegyüttes, vezényelt: Bubnó Lőrinc. Ars Sacra Fesztivál, 2024. október 18. 18.30. Budapesti Avilai Nagy Szent Teréz templom.
- Iniciálék. Ea: Kovács Péter - tuba, Asztalos Rita - zongora. 2024. október 25. OIK Rendezvényterem.
- Fold-lengés ciklus Baley Endre verseire. Ea: FMK Nőikar, vezényelt: Lovas Gabriella. 2024. november  16. Wekerlei Kultúrház
- 2025. Jubileumi fantázia. Ea: Győr Symphonic Band, művészeti vezető: Szabó Ferenc, vezényelt: Nemes Máté. 2025. 03. 19. Győr